# Johnny Ace
Johnny Ace (9 de junho de 1929 - 25 de dezembro de 1954), nome artístico de John Marshall Alexander, Jr, foi um cantor estadunidense de R&B.

## Carreira
O pai de Johnny Ace foi um pregador em Tennessee. Após servir a marinha durante a Guerra da Coreia, Johnny Ace juntou-se à banda de Adolph Duncan, como pianista. Mais tarde, ele juntou-se à banda de BB King. Pouco tempo depois, King saiu de Los Angeles e Bobby Bland se juntou ao exército. Johnny Ace assumiu o vocal da banda, renomeando-a para The Beale Streeters.
Em 1952, ele tornou-se "Johnny Ace", e assinou um contrato com a Duke Records (que, originalmente, era apenas uma gravadora de Memphis, associada com a rádio WDIA). O primeiro single (e também primeira gravação) de Johnny Ace foi a balada "My Song", que conseguiu ficar nas paradas de R&B da época durante nove semanas. Em 1968, Aretha Franklin fez um cover da música "My Song".
Johnny Ace começou a excursionar bastante, muitas vezes acompanhado pela vocalista Big Mama Thornton. Nos próximos dois anos, Johnny Ace conseguiu oito canções de sucesso nas paradas, incluindo "Cross My Heart", "Please Forgive Me", "The Clock", "Yes Baby", "Saving My Heart for You", e "Never Let Me Go." Em dezembro de 1954, após uma votação nacional organizada pela revista Cash Box, Johnny Ace foi nomeado o "Artista Mais Programado de 1954".
As gravações de Johnny Ace conseguiram vendagens relativamente boas para época. No começo de 1955, a Duke Records anunciou que três versões da música "Hound Dog", gravadas em 1954 por Johnny Ace e Big Mama Thornton, venderam mais de 1,750,000 unidades.

## Morte
No natal de 1954, após excursionar por um ano, Johnny Ace fez uma apresentação no "City Auditorium" em Houston, no Texas. Durante o intervalo da apresentação, Johnny Ace, em seu camarim, começou a brincar com um revólver calibre 22. Os membros de sua banda disseram que, várias vezes, ele foi flagrado em seu carro, dando tiros nas placas de sinalização das rodovias.
Foi amplamente divulgado que Johnny Ace se matou acidentalmente por estar brincando de roleta russa com o seu revólver. Curtis Tillman, o baixista da banda de Big Mama Thornton, que foi uma das pessoas que presenciou a morte de Johnny Ace, concedeu uma entrevista, dizendo: "Eu vou te dizer exatamente o que aconteceu! Johnny Ace havia bebido, e ele ficava agitando essa arma em volta da mesa, até que alguém disse 'Cuidado com isso...', e ele disse 'Está tudo bem! A arma não está carregada, está vendo?', ele apontou a arma para si mesmo, com um sorriso em seu rosto, e Bang! - uma coisa triste, muito triste. Big Mama Thornton saiu correndo do camarim gritando 'Johnny Ace se matou!'".
No entanto, em uma declaração escrita (incluída no livro "The Late Great Johnny Ace"), Big Mama Thornton disse que Johnny Ace estava brincando com a arma, mas não brincando de roleta russa. De acordo com Big Mama Thornton, Johnny apontou a arma para a sua namorada, que estava sentada próximo a ele, mas a arma não disparou. Então, ele apontou a arma para si mesmo, e foi neste momento que a fatalidade aconteceu, disparando um tiro no lado de sua cabeça.
O funeral de Johnny Ace ocorreu no dia 2 de janeiro de 1955, na "Clayborn Temple AME church" de Memphis. Estima-se que, pelo menos, 5000 pessoas compareceram ao seu velório.

## Material póstumo
No dia 12 de fevereiro de 1955, a canção "Pledging My Love" ficou durante dez semanas nas paradas de sucesso, sendo assim o primeiro "single póstumo" de Johnny Ace.

## Discografia

### Singles
- "My Song" / "Follow the Rule" (1952)
- "Cross My Heart" / "Angel" (1953)
- "The Clock" / "Aces Wild" (1953)
- "Midnight Hours Journey" / "Trouble and Me" (1954)
- "Saving My Love For You" / "Yes, Baby" (duet with Willie Mae "Big Mama" Thornton) (1954)
- "Please Forgive Me" / "You've Been Gone So Long" (1954)
- "Never Let Me Go" / "Burley Cutie" [Instrumental] (1954)
- "Pledging My Love" / "Anymore" (on 78rpm) / "No Money" (on 45rpm) (1955)
- "Anymore" / "How Can You Be So Mean" (1955)
- "So Lonely" / "I'm So Crazy, Baby" (1956)
- "Don't You Know" / "I Still Love You So" (1956)

### Álbuns
- Johnny Ace Memorial Album Duke (1955)
- Johnny Ace: Pledging My Love Universal Special Products (1986)
- Johnny Ace: The Complete Duke Recordings Geffen (2004)
- Blues & Rhythm Series: The Chronological Johnny Ace 1951-1954 Classics (2005)
- Johnny Ace: Essential Masters Burning Fire (digital download) (2008)